# Die Beunruhigung
Die Beunruhigung ist ein deutscher Spielfilm der DEFA von Lothar Warneke aus dem Jahr 1982. Die Low-Budget-Produktion der DEFA, Gruppe Babelsberg, wurde als teilweise improvisierter Spielfilm mit dokumentarem Charakter in Schwarzweiß realisiert. Der Frauenfilm gehörte zu den besucherstärksten DEFA-Filmen in der DDR und erhielt zahlreiche Auszeichnungen.

## Handlung
Inge Herold ist Ende 30, geschieden, lebt in Berlin und arbeitet als Psychologin bei der Familien- und Eheberatung. Sie lebt mit ihrem 15-jährigen Sohn Mike zusammen und hat ein Verhältnis mit dem verheirateten Joachim, der von Mike abgelehnt wird.
Eines Tages entdeckt Inge in ihrer Brust ein Knötchen. Es erfolgt eine Erstuntersuchung. Wenig später erfährt Inge auf Arbeit, dass sie in die Klinik kommen muss. Hier wird ihr erklärt, dass die Geschwulst am nächsten Tag operativ entfernt werden soll. Erweist sie sich als gutartig, ist die Behandlung damit abgeschlossen. Stellt sich jedoch heraus, dass der Krebs bösartig ist, würde Inge die Brust amputiert werden. Inge ist zunächst verzweifelt, fängt sich jedoch. Sie sucht Joachim auf Arbeit auf und bittet ihn, abends vorbeizukommen. Zu Hause trifft sie auf Mike, der zahlreiche Freunde in seinem Zimmer hat und laut Musik hört. Inge wirft die Freunde raus und stellt die Musik ab. Als Mike sie kritisiert, ohrfeigt sie ihn. Mike geht.
Inge sucht ihre Mutter auf. Das Verhältnis ist distanziert, beide haben sich nicht viel zu sagen. Inge will nicht nach den Vorstellungen ihrer Mutter leben. Als Inge andeutet, am nächsten Tag ins Krankenhaus zu müssen, glaubt ihre Mutter, Inge sei schwanger. Inge bittet sie, während ihrer Zeit im Krankenhaus auf Mike aufzupassen. Sie geht und sagt ihr nur, dass sie nicht schwanger ist. Selbst das Krankenhaus nennt sie nicht, will sie doch von ihrer Mutter nicht besucht werden. Inge vertreibt sich die Zeit in einem Café und sucht schließlich Richterin Katharina Weber auf, mit der sie in dieselbe Abiturklasse gegangen ist. Katharina hat einen geradlinigen Weg hinter sich. Sie ist erfolgreich im Beruf, teilt sich mit ihrem Mann in die Hausarbeit, hat zwei Kinder und ein Auto. Inge schlägt vor, ein Klassentreffen zu veranstalten, und Katharina verspricht zu kommen, wenn sie Zeit findet. Sie gibt Inge die Adresse von Dieter Schramm, der Inges Jugendliebe war und mit dem beide ebenfalls in einer Klasse waren.
Am späten Nachmittag trifft sich Inge mit Brigitte. Katharina hatte einst den Kontakt zu Brigitte abgebrochen, nachdem deren Eltern in den Westen geflüchtet waren. Inge ist jedoch immer noch mit ihr befreundet. Brigitte lebt allein, ist beruflich erfolgreich und verdrängt Gedanken über ihr Leben im Alter. Sie kann sich nicht mehr vorstellen, mit jemandem zusammen zu leben. Beide begeben sich in eine Theaterkantine und reden über ihr Leben. Brigitte meint, solange sie nicht krank werde, könne sie weiter so leben wie bisher. Erst jetzt gesteht ihr Inge, dass sie ins Krankenhaus muss. Bevor die Situation sentimental wird, verabschiedet sich Inge, und Brigitte verspricht, sie anzurufen.
Inge sucht nun Dieter Schramm auf, der nach einer Weile mit seiner kleinen Tochter Susanne nach Hause kommt. Er ist seit kurzer Zeit geschieden und freut sich, Inge wiederzusehen. Sie schlägt ihm das Klassentreffen vor, wolle sie doch sehen, was andere aus sich und ihrem Leben gemacht haben. Von ihrer Krankheit verrät sie ihm nichts, fragt jedoch, was er tun würde, wenn er nur noch kurz zu leben hätte. Er gibt zu, dass er sich an das Leben klammern würde, denn nur Menschen, die glücklich gelebt hätten, seien bereit, früh zu sterben. Sie gibt zu, in ihrem Leben zu wenig Quatsch gemacht zu haben.
Zu Hause bereitet Inge ein Festessen für ihren Sohn und Joachim vor. Sie schminkt sich stark, verkleidet sich ein wenig und wartet lange Zeit vergeblich. Mike kommt heim und Inge erkennt, dass er verliebt ist. Sie freut sich für ihn und eröffnet ihm nebenbei, dass sie eine Woche lang im Krankenhaus sein werde. Es sei jedoch nichts Ernstes. Mike merkt, dass sie auf Joachim wartet, und schlägt vor, ihn anzurufen. Inge lehnt jedoch ab. Sie wartet die ganze Nacht vergeblich auf ihn. Er erscheint am frühen Morgen, kurz vor Arbeitsbeginn und eine Stunde, bevor Inge ins Krankenhaus muss. Er gibt zu, am Abend auf einer Feier gewesen zu sein und nicht eher weggekonnt zu haben. Sie eröffnet ihm, dass sie in Kürze ins Krankenhaus muss. Er soll sie begleiten, da die Ärzte nur der Begleitperson die Wahrheit über ihren Gesundheitszustand sagen würden.
Einige Zeit später ist die Behandlung vorbei. Inge muss nur noch in größeren Abständen zu Nachuntersuchungen, hat jedoch stets Bedenken vor dem Ergebnis. Sie lebt inzwischen mit Dieter Schramm zusammen, der ihr die Angst vor den Nachuntersuchungen nimmt. Als sie mal wieder ins Krankenhaus muss, verspricht er, sie anschließend abzuholen.

## Produktion
Die Beunruhigung wurde als „einzige Low-Budget-Produktion der DEFA in den achtziger Jahren“ realisiert. Lothar Warneke arbeitete dabei mit dem jungen Kameramann Thomas Plenert zusammen, der sich bis dahin hauptsächlich Dokumentarfilmen gewidmet hatte. Bereits vor der Premiere des Films erkannten Kritiker, dass „hier etwas sehr Neues versucht [wird], tatsächlich ein Experiment“:

„Warneke verzichtete auf Drehbuch, Kulissen, Kunstlicht, Schminke, verlangte einen kleinen, verschworenen Drehstab, Schwarz-Weiß-Material, ein sensationell niedriges Budget – und Vertrauen. Er hat das alles bekommen.“

Gedreht wurde an Originalschauplätzen in Berlin. Einzelne Szenen, darunter die Schlussszene von Hermann Beyer und Christine Schorn am Morgen, entstanden in der Wohnung von Helga Schubert, die das Drehbuch des Films schuf. Das Szenenbild stammt von Georg Kranz, die Kostüme schufen Christiane Dorst, Herbert Henschel und Ruth Leitzmann. Zum Darstellerstab gehörten auch Laienschauspieler, die ihre tatsächliche Profession im Film darstellten. Dies führte bei den teilweise improvisierten Dialogen zur Vermischung von Film und Realität, so bei einer Szene, in der Christine Schorn als Inge Herold vom Arzt von ihrer Erkrankung erfährt:

„Sie [Christine Schorn] sitzt im Spitzenunterrock, Kettchen um den Hals, vor dem Arzt, der tatsächlich der Chefarzt der Klinik ist. Sie fragt nach, horcht in seiner Antwort auf Tonfälle, die ihr mehr verraten könnten, sucht nach etwas, was er nicht sagt, fragt schnell was anderes. Sie spürt, wie sie die Kontrolle über sich verliert, die Stimme wird rau, die Hände flattern. Sie atmet, atmet. Da übertritt der Arzt die Barriere zwischen seiner Filmrolle und seinem Beruf, die Frau braucht ihn, da kann er nicht mehr spielen, die Profession bricht durch, und er versucht, die verzweifelte Frau ruhiger zu machen.“

Die Dreharbeiten erfolgten im Frühjahr 1981, gedreht wurde an 24 Drehtagen. Der Film erlebte am 18. Februar 1982 im Berliner Kino International seine Premiere und kam am folgenden Tag in die Kinos der DDR. Mit 4,3 Millionen Zuschauern gehörte Die Beunruhigung zu den besucherstärksten DEFA-Filmen in der DDR. Ab dem 10. September 1982 lief der Film auch in den bundesdeutschen Kinos und wurde am 18. Oktober 1983 auf DDR 1 erstmals im Fernsehen der DDR gezeigt.
Die Beunruhigung gehört zu den wenigen Frauenfilmen, die die DEFA produzierte. Wie in Alle meine Mädchen oder Bürgschaft für ein Jahr wird auch in Die Beunruhigung die „Gleichgültigkeit gegeneinander als eigentliche Ursache für die Verzweiflung der Frauen angesehen“.

## Kritik
Günter Agde befand im Filmspiegel, dass der Film „tiefe, wahrhaftige Blicke in das Leben eines anderen [ermöglicht], in seine Hoffnungen und Nöte, seine Kraft und seine Ängste. Das berührt, wühlt auf, hält in Atem, läßt einen immerzu an das eigene Leben denken. Zugleich zeigt der Film unaufdringlich und leicht, daß dieser einzelne Mensch in unserem Land lebt, ein Nachbar, ein Mitmensch eines jeden von uns.“ Regisseur Warneke mische im Film „professionelle Schauspieler mit Laiendarstellern. Dabei gelingen ihm viele Szenen von großer Kraft und Überzeugung“. Andere Kritiker hoben hervor, dass Kameramann Plenerts „Gefühl für Alltag … die Stimmung des Films weitgehend hergestellt [hat]. Da ist ein neuer prüfender Blick, eine Sicht auf Nebensächlichkeiten, die zu Hauptsachen werden könnten. Er hält einer Härte stand, die Arrangements der Zufriedenheit kommen bei ihm nicht vor.“
Fred Gehler kritisierte im Sonntag, dass „das Finden des richtigen und verständnisvollen Partners […] hier die Welt allemal wieder ins Lot [bringt] und […] die Beunruhigung schwinden [läßt].“ Im Dokumentarcharakter des Films sah er keine Bereicherung für den Film und fragte: „Worin liegt der ästhetische Gewinn, wenn ein Pförtner im Film auch in der Realität Pförtner ist, der Chefarzt wirklich Chefarzt, eine Patientin eine tatsächliche Patientin usw.? Bringe ich damit mehr ‚Wirklichkeit‘ ein?“
„Konventionell und unauffällig in der Machart, besticht der Film durch eine einfühlsame und spontane Regie, die die Botschaft der ‚Lebensbejahung‘ ohne Überdeutlichkeit oder ideologische Nebentöne vermittelt. Die dokumentarische Kamera von Thomas Plenert […] trug wesentlich zur Authentizität des Films bei“, schrieb der film-dienst. Für Cinema war Die Beunruhigung ein „DEFA-Juwel: realitätsnah und psychologisch stimmig“.

## Auszeichnungen
Die Beunruhigung erhielt das staatliche Prädikat „Wertvoll“.
Auf dem 2. Nationalen Spielfilmfestival der DDR in Karl-Marx-Stadt erhielt Die Beunruhigung 1982 den Preis für Szenarium (Helga Schubert), Kamera (Thomas Plenert), Regie (Lothar Warneke) und Schnitt (Erika Lehmphul) sowie den Schauspielerpreis für die weibliche Hauptrolle (Christine Schorn) und eine weibliche Nebenrolle (Walfriede Schmitt). Zudem wurde er auf dem Spielfilmfestival mit dem Großen Steiger der Publikumsjury für den wirkungsvollsten Film geehrt.
Christine Schorn und Hermann Beyer wurden für die beste darstellerische Leistung in Kino und Fernsehen 1982 mit dem Preis der Filmkritik der DDR für das Jahr 1982 ausgezeichnet. Neben Die bleierne Zeit und Die Verweigerung erhielt Die Beunruhigung zudem die Auszeichnung „Beste Filme aus dem Jahresangebot 1982 des Progress Film-Verleihs“ der Filmkritik.